# Thongsing Thammavong

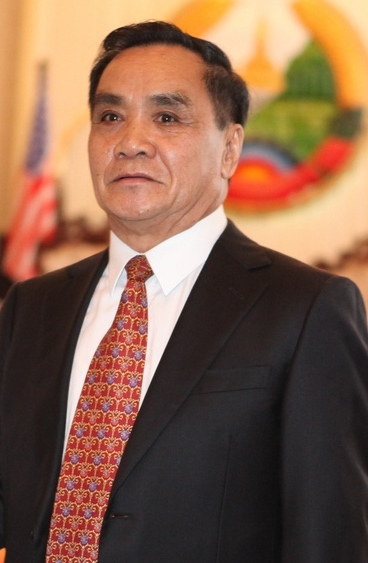
Thongsing Thammavong, 2012

Thongsing Thammavong (laotisch ທອງສິງ ທຳມະວົງ, auch Thonsing Thammavong oder Thammavon; * 12. April 1944 in der Provinz Houaphan) ist ein führender laotischer Politiker und war von Dezember 2010 bis April 2016 Premierminister des Landes. Er gehört der Laotischen Revolutionären Volkspartei (LRVP) – der Einheitspartei von Laos – an.

## Leben
Nach offiziellen Angaben schloss er sich 1959 der revolutionären Pathet Lao/Laotischen Volkspartei an. Von 1963 bis 1979 arbeitete Thammavong als Lehrer sowie in verschiedenen Verwaltungspositionen in seiner Heimatprovinz Houaphan, bevor er ins Bildungsministerium nach Vientiane wechselte. Ab 1982 bis 1988 war er als Präsident des Ausschusses für Presse, Zeitungen und Radio sowie als stellvertretender Direktor des gemeinsamen Propaganda- und Schulungsbereichs von Partei-Zentralkomitee und Kulturministerium tätig. Er schloss eine Ausbildung im Personalwesen mit Zertifikat ab.
1989 wurde er Präsident der Obersten Volksversammlung, die 1991 infolge einer Verfassungsänderung durch die Nationalversammlung abgelöst wurde. Daneben wurde Thammavong auch Mitglied des Politbüros der LRVP. 2002 bis 2006 war er neben seiner Mitgliedschaft im Politbüro auch Sekretär des Vientianer Parteikomitees und damit gleichzeitig Bürgermeister von Vientiane.
Seit dem Beginn der 6. Legislaturperiode 2006 sitzt Thongsing Thammavong als Abgeordneter für den Wahlbezirk 6 (Provinz Luang Prabang) in der Nationalversammlung. Er bekleidete erneut das Amt des Parlamentspräsidenten und hatte den Vorsitz über den ständigen Ausschuss der Nationalversammlung inne.
Nach dem überraschenden Rücktritt von Premierminister Bouasone Bouphavanh am 23. Dezember 2010 wurde Thammavong zu dessen Nachfolger ernannt. Dies übte er bis April 2016 aus. Das Amt des Parlamentspräsidenten übernahm dabei Pany Yathotou.
Thammavong lebt in Vientiane, Distrikt Xaysetha.